# Scrophularia sambucifolia
Scrophularia sambucifolia é uma espécie de planta com flor pertencente à família Scrophulariaceae. 
A autoridade científica da espécie é L., tendo sido publicada em Sp. Pl. 2: 620. 1753.

## Portugal
Trata-se de uma espécie presente no território português, nomeadamente os seguintes táxones infraespecíficos:
- Scrophularia sambucifolia subsp. sambucifolia - presente em Portugal Continental. Em termos de naturalidade é nativa da região atrás referida. Não se encontra protegida por legislação portuguesa ou da Comunidade Europeia.